# Girl Crush
«Girl Crush» —en español: «Enamoramiento femenino»— es una canción grabada por el grupo de música country estadounidense Little Big Town. Fue lanzado en diciembre de 2014, como el segundo sencillo de su sexto álbum de estudio, Pain Killer. Fue lanzado por Interscope Records a Hot AC y top 40 de radio.
También es muy famosa por la interpretación en vivo de manera habitual hecha por el cantante Harry Styles en sus conciertos.

## Posicionamiento en listas
| Listas (2014–15)                    | Mejor posición |
| ----------------------------------- | -------------- |
| Canadá (Canadian Hot 100)           | 29             |
| Canadá (Canada Country)             | 11             |
| Estados Unidos (Billboard Hot 100)  | 18             |
| Estados Unidos (Hot Country Songs)  | 1              |
| Estados Unidos (Country Airplay)    | 3              |
| Estados Unidos (Adult Contemporary) | 29             |
| Estados Unidos (Adult Top 40)       | 23             |

### Posición fin de año
| Listas (2015)                                | Posición |
| -------------------------------------------- | -------- |
| Canadá (Canadian Hot 100)                    | 85       |
| Estados Unidos Billboard Hot 100             | 63       |
| Estados Unidos Country Airplay (Billboard)   | 38       |
| Estados Unidos Hot Country Songs (Billboard) | 2        |